# San José de Gracia, Yuriria
San José de Gracia är en ort i Mexiko.   Den ligger i kommunen Yuriria och delstaten Guanajuato, i den centrala delen av landet, 240 km väster om huvudstaden Mexico City. San José de Gracia ligger 1 743 meter över havet och antalet invånare är 224.
Terrängen runt San José de Gracia är kuperad åt sydväst, men åt nordost är den platt. Runt San José de Gracia är det ganska tätbefolkat, med 248 invånare per kvadratkilometer. Närmaste större samhälle är Uriangato, 9,0 km sydost om San José de Gracia. I omgivningarna runt San José de Gracia växer huvudsakligen savannskog.